# Gare de Vesoul
Gare de Vesoul – stacja kolejowa w Vesoul, w departamencie Górna Saona, w regionie Burgundia-Franche-Comté, we Francji. Znajduje się na linii Paryż - Miluza.
Została uruchomiona w 1858 roku przez Compagnie des chemins de fer de l’Est. Jest to stacja Société nationale des chemins de fer français (SNCF), obsługiwana przez pociągi InterCity i TER Franche-Comté.

## Położenie
Znajduje się na wysokości 221 m n.p.m., w kilometrze 380,965 linii Paryż - Miluza, pomiędzy stacjami Culmont - Chalindrey i Lure. Jest to węzeł kolejowy z linią Besançon - Vesoul.